# Medal im. Wacława Sierpińskiego
Medal im. Wacława Sierpińskiego – medal przyznawany przez Uniwersytet Warszawski i Polskie Towarzystwo Matematyczne matematykom związanym z Polską za wybitne osiągnięcia naukowe.
Medal przyznawany jest przez jury od 1974. Laureaci wygłaszają w dniu otrzymania medalu wykład okolicznościowy zwany Wykładem im. Wacława Sierpińskiego.
Nagrodę ustanowiono dla uczczenia wybitnego polskiego matematyka Wacława Sierpińskiego.

## Laureaci
| rok  | laureat                   | instytucja                                                                       | tytuł wykładu | data        |
| ---- | ------------------------- | -------------------------------------------------------------------------------- | --- | ----------- |
| 2024 | Jarosław Wiśniewski       | Uniwersytet Warszawski                                                           | Rozcinanie spodni, odwracanie macierzy: działania {\displaystyle C^{*}} i ich niezmienniki                                   | 13.06.2024  |
| 2023 | Mariusz Urbański          | Uniwersytet Północnego Teksasu                                                   | Operatory Ruella i miary konforemne z zastosowaniami w teorii liczb i geometrii fraktalnej                                   | 11.05.2023  |
| 2022 | Mariusz Lemańczyk         | Uniwersytet Mikołaja Kopernika w Toruniu                                         | Multyplikatywne funkcje arytmetyczne, teoria ergodyczna i hipoteza Sarnaka                                                   | 23.06.2022  |
| 2021 | Piotr Hajłasz             | University of Pittsburgh                                                         | Analiza na przestrzeniach metrycznych                                                                                        | 14.10.2021  |
| 2020 | Feliks Przytycki          | Instytut Matematyczny PAN                                                        | Od dynamiki do geometrii, czyli od "efektu motyla" przez stany równowagi do wymiarów fraktalnych                             | 14.10.2021  |
| 2019 | Maciej Zworski            | Uniwersytet Kalifornijski, Berkeley, USA                                         | Półwiecze analizy mikrolokalnej                                                                                              | 30.05.2019  |
| 2018 | Tomasz Łuczak             | Uniwersytet im. Adama Mickiewicza w Poznaniu                                     | Przypadek i porządek (Randomness and order)                                                                                  | 10.05.2018  |
| 2017 | Stanisław Szarek          | Case Western Reserve University, Cleveland, USA                                  | Kiedy Alicja i Bob spotkali Banacha                                                                                          | 26.05.2017  |
| 2016 | Adam Henryk Toruńczyk     | Instytut Matematyczny PAN i Uniwersytet Warszawski                               | Działanie nieskończone w topologii                                                                                           | 16.06.2016  |
| 2015 | Jerzy Weyman              | Uniwersytet Connecticut, USA                                                     | Złożoność obliczeniowa, geometria i teoria reprezentacji                                                                     | 11.06.2015  |
| 2014 | Maciej P. Wojtkowski      | Uniwersytet Warmińsko-Mazurski w Olsztynie                                       | Rola krzywizny w dynamice | 22.05.2014  |
| 2013 | Nicole Tomczak-Jaegermann | Uniwersytet Alberty, Edmonton, Kanada                                            | Random matrices and asymptotic geometric analysis                                                                            | 16.05.2013  |
| 2012 | Jerzy Kaczorowski         | Uniwersytet im. Adama Mickiewicza w Poznaniu                                     | Liczby pierwsze: dwa klasyczne zagadnienia widziane z nowej perspektywy                                                      | 11.05.2012  |
| 2011 | Krzysztof Burdzy          | University of Washington, USA                                                    | Nieśmiałe pary, pogoń lwa za człowiekiem i gumki aptekarskie                                                                 | 14.06.2011  |
| 2010 | Stanislaw Lech Woronowicz | Uniwersytet Warszawski                                                           | Czy grupy kwantowe to grupy                                                                                                  | 2010        |
| 2009 | Tadeusz Iwaniec           | Uniwersytet w Syracuse, USA                                                      | An invitation to quasiconformal hyperelasticity                                                                              | 2009        |
| 2008 | Stanisław Kwapień         | Uniwersytet Warszawski                                                           | Miary i całki stochastyczne                                                                                                  | 2008        |
| 2007 | Krystyna Kuperberg        | Auburn University, USA                                                           | Hipoteza Seiferta | 17.05.2007  |
| 2006 | Jerzy Zabczyk             | Instytut Matematyczny PAN, Warszawa                                              | Całki stochastyczne, finanse, równania różniczkowe                                                                           | 8.06.2006   |
| 2005 | Benoît Mandelbrot         | Uniwersytet Yale, USA                                                            | From fractals to chaos | 18.05.2005  |
| 2004 | Józef Siciak              | Uniwersytet Jagielloński, Kraków                                                 | Wypukłość holomorficzna | 13.04.2004  |
| 2003 | Michał Misiurewicz        | Uniwersytet Indiany, USA                                                         | Dynamika nie całkiem holomorficzna                                                                                           | 15.05.2003  |
| 2002 | Andrzej Lasota            | Uniwersytet Jagielloński, Kraków                                                 | Asymptotyka półgrup operatorów Markowa                                                                                       | 22.04.2002  |
| 2001 | Wolfgang M. Schmidt       | Uniwersytet Kolorado, Boulder, USA                                               | Some questions in additive number theory                                                                                     | 31.05.2001  |
| 2000 | Zbigniew Ciesielski       | Instytut Matematyczny PAN, Sopot                                                 | Bazy w przestrzeniach funkcyjnych u progu XXI wieku                                                                          | 13.04.2000  |
| 1999 | Andrzej Białynicki-Birula | Uniwersytet Warszawski                                                           | Przestrzenie moduli i geometryczna teoria niezmienników                                                                      | 24.03.1999  |
| 1998 | Bob Oliver                | Uniwersytet Paris-Nord, Francja                                                  | Grupy symetrii acyklicznych wielościanów dwuwymiarowych                                                                      | 29.10.1998  |
| 1997 | Czesław Bessaga           | Uniwersytet Warszawski                                                           | Od zbiorów pierwszej kategorii Baire'a do własności Z Andersona                                                              | 16.04.1997  |
| 1996 | Henryk Iwaniec            | Uniwersytet Rutgersa, New Brunswick, USA                                         | Liczby pierwsze zespolone | 22.04.1996  |
| 1995 | Jurij Smirnow             | Uniwersytet im. M. Łomonosowa, Moskwa, Rosja                                     | Czy proste ciała geometryczne mogą być maksymalnymi uzwarceniami Stone'a-Cecha                                               | 05.1995     |
| 1994 | Ryszard Engelking         | Uniwersytet Warszawski                                                           | O przestrzeniach nieskończenie wymiarowych                                                                                   | 1994        |
| 1993 | Kazimierz Urbanik         | Uniwersytet Wrocławski                                                           | Fellerowskie układy graniczne                                                                                                | 1993        |
| 1992 | Paul Erdős                | Instytut Matematyki Węgierskiej Akademii Nauk, Budapeszt Technion, Hajfa, Izrael | Some Problems in Set Theory and Elementary Number Theory                                                                     | 10.04.1992  |
| 1991 | Samuel Eilenberg          | Uniwersytet Columbia, USA                                                        | 40 lat powojennej topologii                                                                                                  | 25.03.1991  |
| 1990 | Jan Mycielski             | Uniwersytet Kolorado, USA                                                        | O moich próbach kontynuacji niektórych prac Wacława Sierpińskiego                                                            | 25.05.1990  |
| 1989 | Stanisław Hartman         | Uniwersytet Wrocławski                                                           | Niektóre dawne i nowe wiadomości o tansformatach Fouriera miar                                                               | 18.05.1989  |
| 1988 | Jens Erik Fenstad         | Uniwersytet w Oslo, Norwegia                                                     | The Discrete and the Continuous in Mathematics and in the Natural Sciences                                                   | 6.05.1988   |
| 1987 | Helena Rasiowa            | Uniwersytet Warszawski                                                           | Logika aproksymacyjna | 6.03.1987   |
| 1986 | Jerzy Łoś                 | Instytut Podstaw Informatyki PAN, Warszawa                                       | Grafy, modele i funkcje addytywne                                                                                            | 14.03.1986  |
| 1985 | Jan Mikusiński            | Instytut Matematyczny PAN, Warszawa                                              | O twierdzeniu Foiasa o splocie                                                                                               | 19.04.1985  |
| 1984 | Stanisław Łojasiewicz     | Uniwersytet Jagielloński, Kraków                                                 | O dwóch zagadnieniach prowadzących do zbiorów semi-analitycznych                                                             | 16.03.1984  |
| 1983 | Aleksander Pełczyński     | Instytut Matematyczny PAN, Warszawa                                              | Bezwarunkowa zbieżność szeregów w przestrzeniach wektorowych                                                                 | 11.03.1983  |
| 1982 | Andrzej Schinzel          | Instytut Matematyczny PAN, Warszawa                                              | Związki między własnościami lokalnymi i globalnymi w teorii liczb                                                            | 23. 04.1982 |
| 1979 | Władysław Orlicz          | Uniwersytet im. Adama Mickiewicza w Poznaniu                                     | Metoda kategorii Baire'a w pewnych zagadnieniach analizy                                                                     | 27.04.1979  |
| 1978 | Stanisław Ulam            | Uniwersytet Kolorado, USA                                                        | Combinatorical Problems Concerning Infinite Sets. Prospects and Continuation of the Polish Spirit in Mathematical Constructs | 12.05.1978  |
| 1976 | Karol Borsuk              | Instytut Matematyczny PAN, Warszawa                                              | O relatywnej teorii punktów stałych                                                                                          | 18.06.1976  |
| 1975 | Antoni Zygmund            | Uniwersytet Chicagowski, USA                                                     | Zagadnienie różniczkowalności funkcji                                                                                        | 17.06.1975  |
| 1974 | Kazimierz Kuratowski      | Instytut Matematyczny PAN, Warszawa                                              | O selektorach w topologii i teorii miary                                                                                     | 8.03.1974   |